# Françoise Gouny
Françoise Gouny (Parigi, 12 aprile 1925 – Forcalquier, 24 agosto 2009) è stata una schermitrice francese, vincitrice di due medaglie d'oro, due d'argento e due di bronzo ai campionati mondiali di scherma.